# Tio Cipot
Tio Cipot (ur. 20 kwietnia 2003 w Murskiej Sobocie) – słoweński piłkarz, występujący na pozycji środkowego pomocnika we włoskim klubie Spezia Calcio.

## Sukcesy

### NŠ Mura
- Mistrzostwo Słowenii: 2020/2021.[4]